# Frederik Ladefoged Blazejewicz
Frederik Ladefoged Blazejewicz (* 15. April 1996) ist ein dänischer Handballspieler.

## Karriere

### Im Verein
Das Handballspielen begann er in seiner Heimat Holstebro. Von 2016 bis 2018 stand er zwei Spielzeiten im Kader von Skanderborg Aarhus Håndbold. 2018 ging er zum Ligakonkurrenten SønderjyskE Håndbold. Hier verlängerte er im Februar 2021 noch seinen Vertrag bis 2023, wechselte aber bereits im Sommer 2022 zum deutschen Erstligisten Bergischer HC. Nach dem Abstieg in die 2. Bundesliga verließ er nach der Saison 2023/24 den Verein und schloss sich dem rumänischen Erstligisten Dinamo Bukarest an.

### In Auswahlmannschaften
Mit der Junioren-Nationalmannschaft nahm er an der U20-Europameisterschaft 2016 teil und belegte den 6. Platz. Bei der U-21-Weltmeisterschaft 2017 gewann er mit Dänemark die Silbermedaille. Am 6. November 2024 gab er sein Länderspieldebüt für die dänische A-Nationalmannschaft.